# فرودگاه مسقطین شهری
فرودگاه مسقطین شهری (به انگلیسی: Muscatine Municipal Airport) یک فرودگاه همگانی بهره‌برداری هوایی با کد یاتا MUT است که یک باند فرود بتن دارد و طول باند آن ۱۶۷۶ متر است. این فرودگاه در کشور ایالات متحده آمریکا قرار دارد و در ارتفاع ۱۶۷ متری از سطح دریا واقع شده‌است.